# Мохаммед Рабії (футболіст)
Мохаммед Рабії (араб. محمد ربيع; нар. 29 вересня 2001) — марокканський футболіст, захисник еміратського клубу Аль-Джазіра.

## Клубна кар'єра
У червні 2019 року переїхав до ОАЕ. У своєму першому сезоні у складі Аль-Джазіри зіграв всього три поєдинки, однак вже в сезоні 2020/2021 став потрапляти до складу частіше. 26 лютого 2021 року забив свій дебютний гол у ворота клубу Шарджа. На міжнародній арені дебютував 3 лютого 2022 року на домашньому Клубному чемпіонаті світу, де забив у власні ворота.

## Титули і досягнення
- Чемпіон ОАЕ (1):

«Аль-Джазіра»: 2020-21
- Володар Суперкубка ОАЕ (1):

«Аль-Джазіра»: 2021